# Erice (gigante)
Erice (in greco antico: Ἔρυξ?), è un personaggio della mitologia greca. Era figlio di Afrodite e di Bute.

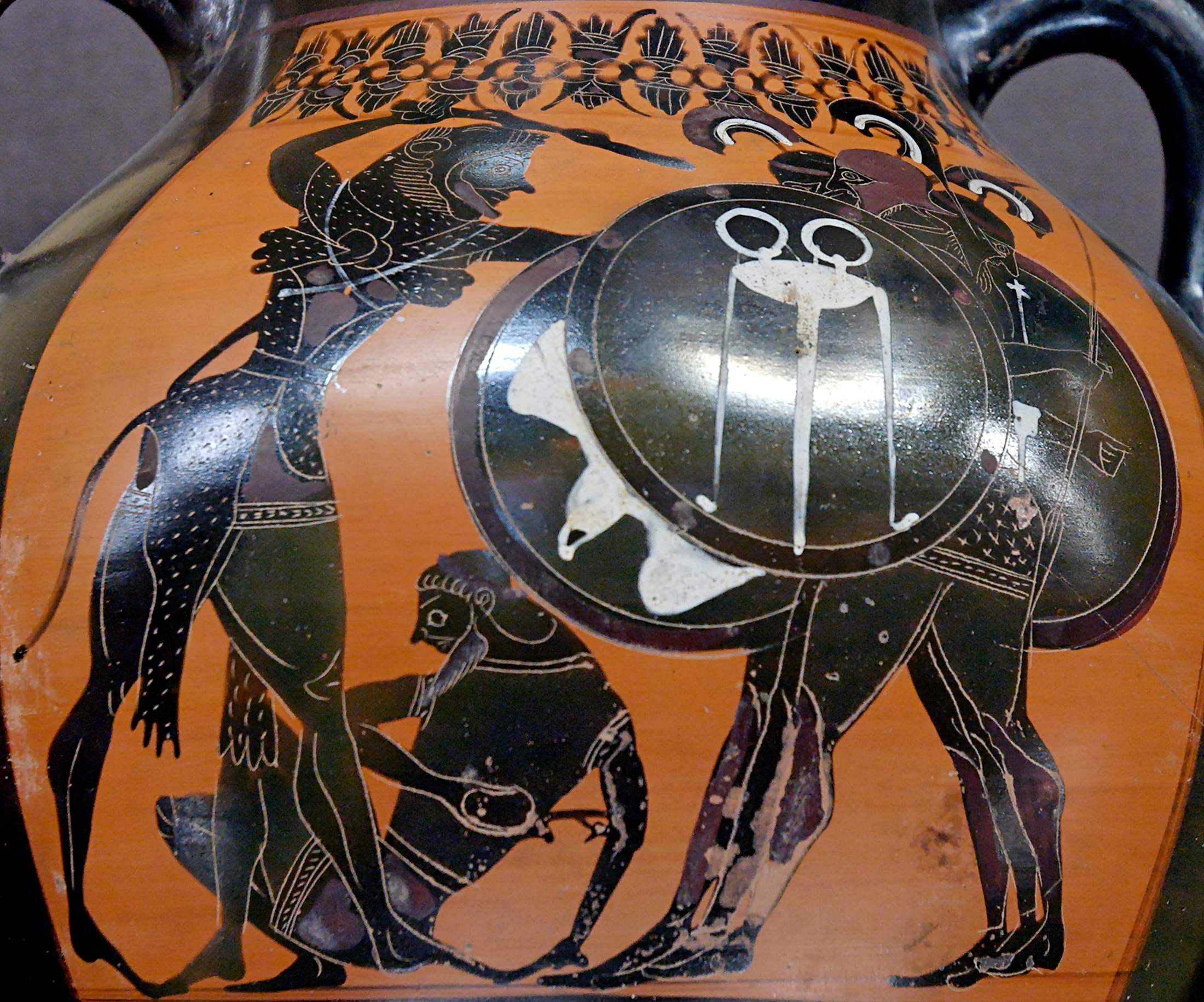
Eracle contro Gerione

## Mito
Fu re di Eryx, un territorio della Sicilia occidentale (l'odierna Erice). Sicuro della sua forza straordinaria e della reputazione come pugile, sfidava tutti coloro che incontrava: e questi il più delle volte rimanevano uccisi. Ebbe il coraggio di misurarsi con Eracle, che passava per la Sicilia con il bestiame di Gerione. In palio furono messi da un lato la mandria dell'eroe greco, e dall'altro il regno del semidio dei siciliani elimi. L'incontro finì tragicamente, con la morte del re siciliano che fu sepolto nel tempio dedicato alla madre Afrodite a Erice (Venere ericina), mentre il suo nome fu invece dato al monte presso il santuario. 
Eracle costernato per la morte dell'avversario lasciò il regno al suo popolo dicendo (nelle Heracleidae) che uno dei suoi discendenti ne avrebbe un giorno preso possesso.

## Fonti
- Pseudo-Apollodoro, Biblioteca 2.5.10.
- Diodoro Siculo, Biblioteca storica 4.22.6–23.3, 4.83 1–4.
- Virgilio, Eneide V, 387–484.
- Ovidio, Metamorfosi 5.195 s.